# Дунайська вулиця (Київ, Дарницький район)
Дуна́йська ву́лиця — зникла вулиця, що існувала в Дарницькому районі міста Києва, місцевість село Шевченка. Пролягала від вулиці Миклухо-Маклая до Нарвської вулиці. 
Прилучалися Горлівська та Урожайна вулиці, Харківське шосе, Дунайський провулок. 

## Історія
Вулиця утворилась у першій половині XX століття під назвою 202-га Нова. Назву Дунайська вулиця набула 1955 року. 
Ліквідована в середині 1980-х років у зв'язку зі знесенням малоповерхової забудови села Шевченка.